# Չ

Չとչ

筆記体

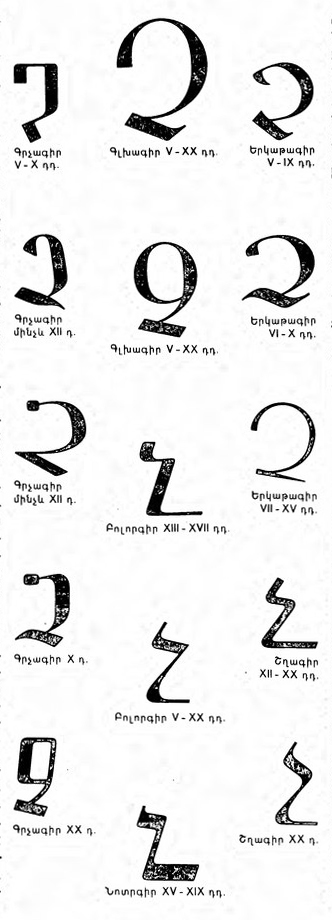
Չとչの様々な書体

Չ, չ（アルメニア語: չա、発音はč'a）は、アルメニア文字の25番目の文字である。405年ごろにメスロプ・マシュトツによって作成されたと見られる。

## 使用
東アルメニア語・西アルメニア語では無声有気後部歯茎破擦音[tʃʰ]を表す。ラテン文字化する時は「Č'」または「Ch'」と記す。記数法では700を表す。
文法上では動詞の前にչ-を付くと、否定・打ち消しの意味を表す（գրեցի → չգրեցիなど）。
この文字で始まる単語が非常に少なく、統計によると辞書ではչで始まる単語は1%未満である。

## 書体

## 符号位置
| 文字 | Unicode | JIS X 0213 | 文字参照        | 備考 |
| ---- | ------- | ---------- | --------------- | ---- |
| Չ    | U+0549  | -          | &#x549; &#1353; |      |
| չ    | U+0579  | -          | &#x579; &#1401; |      |